# Península de Zapata

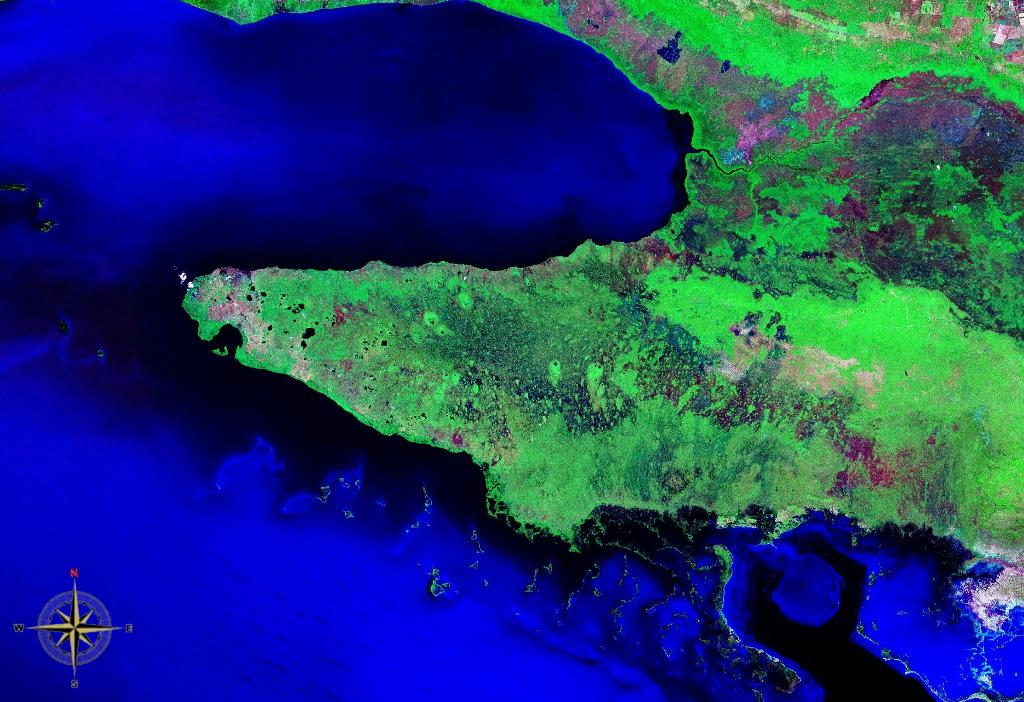
Península de Zapata em imagem de satélite, de falsa cor

A península de Zapata é uma grande península na província de Matanzas, sul de Cuba. O ecossistema pantanoso Ciénaga de Zapata fica nesta península.
Fica a sul da enseada de la Broa, a leste do golfo de Batabanó e a norte do golfo de Cazones. A baía dos Porcos, onde ocorreu a Invasão da Baía dos Porcos, define o seu limite oriental. A norte é bordejada pela auto-estrada Carretera Central.